# Орешек (крепость)
Крепость Оре́шек (в русских летописях город Оре́хов; фин. Pähkinälinna, Пя́хкинялинна; швед. Nöteborg, Нётеборг) — древняя русская крепость на Ореховом острове в истоке реки Невы, напротив города Шлиссельбурга в Ленинградской области. Основана в 1323 году новгородцами, с 1612 по 1702 год принадлежала Швеции.

## История

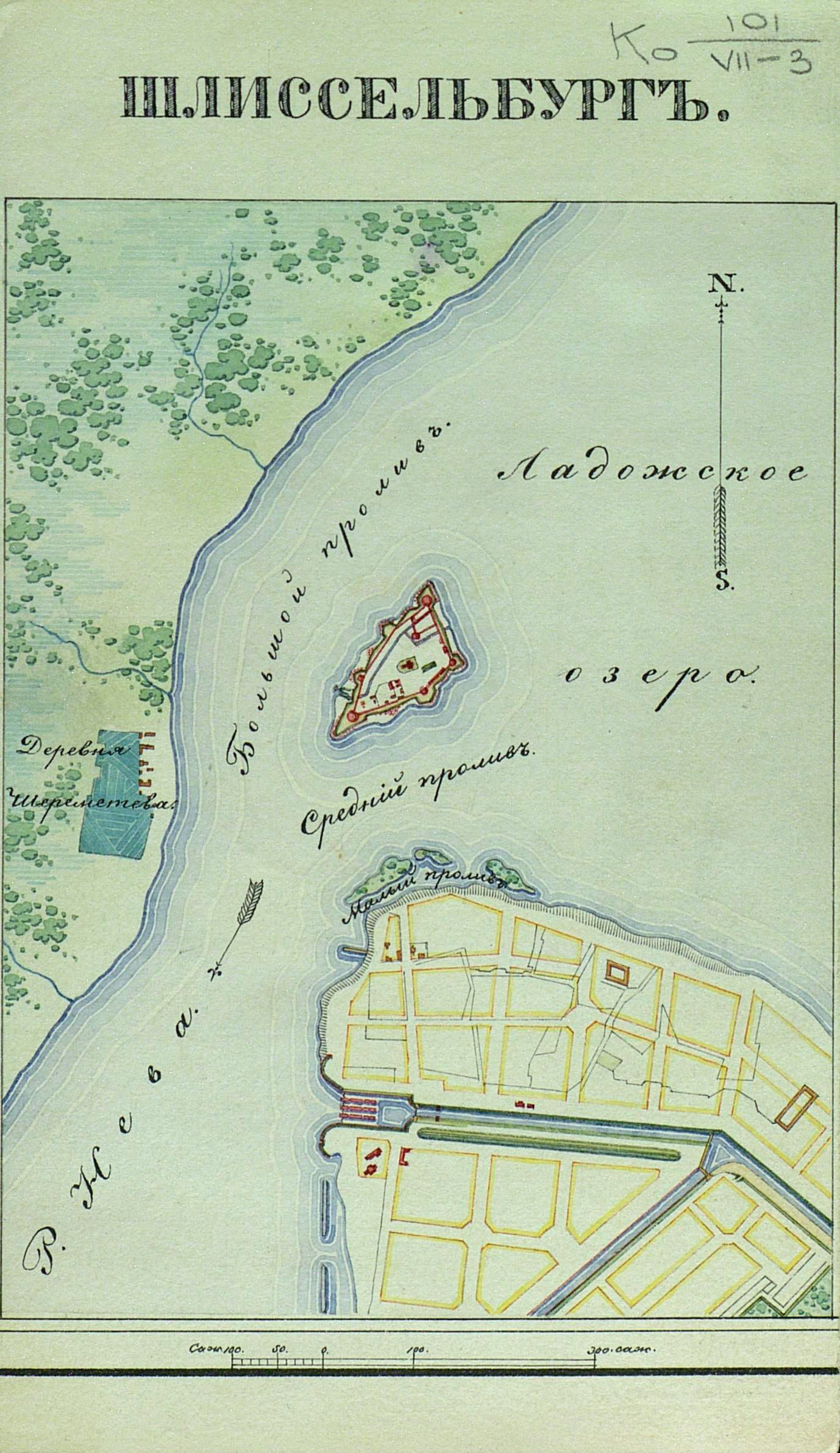

### В составе Новгородской республики (1323—1478)

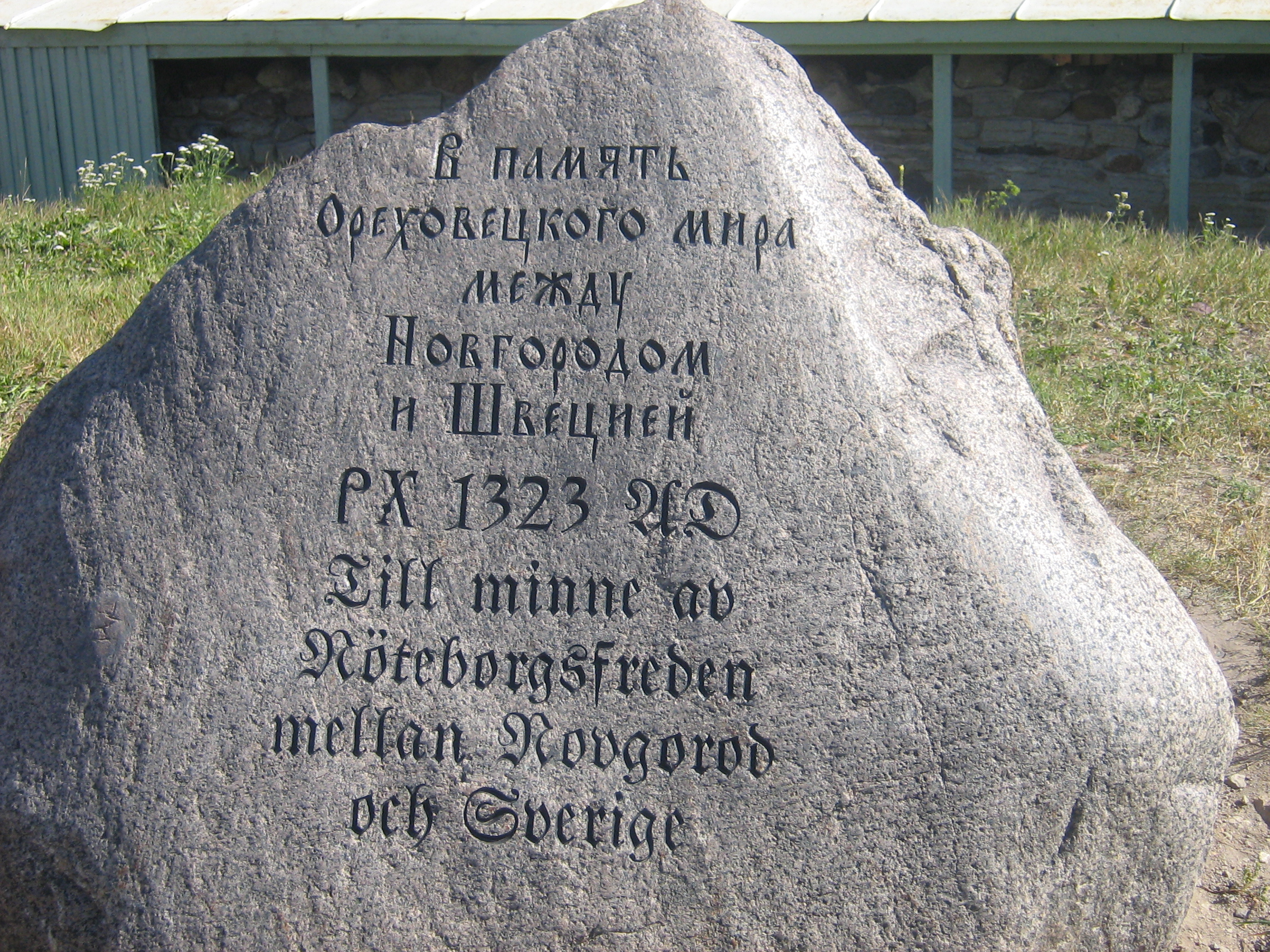
Камень, установленный в крепости в память Ореховского мира

Крепость Орешек получила своё имя от названия Орехового острова, на котором она была основана в 1323 году князем Юрием Даниловичем, внуком Александра Невского. В том же году на острове был заключён первый договор новгородцев со шведами — Ореховский мир. По Ореховскому мирному договору, заключённому после 30 лет военных действий, западная часть Карельского перешейка и соседняя с ней область Саволакс отошли к Шведскому королевству, восточная часть перешейка с Корелой (сейчас Приозерск) осталась в составе Новгородской земли. Впервые официально была установлена государственная граница между Шведским королевством и Новгородской республикой, проходившая от Финского залива по реке Сестре, на севере до озера Сайма и затем на северо-западе до берега Каяна моря.

Договор от новгородцев заключали: новгородский князь Юрий Даниилович, посадник Алфоромей и тысяцкий Аврам. Новгородская летопись говорит об этом так: 
«В лето 6831 (1323 от Р. Х.) ходиша Новгородци с князем Юрием Даниловичем в Неву и поставиша город на усть Невы на Ореховом острову; ту же пріехавше послы великы от Свейского короля и докончаша мир вечный с княземъ и с Новым городом по старои пошлине…»

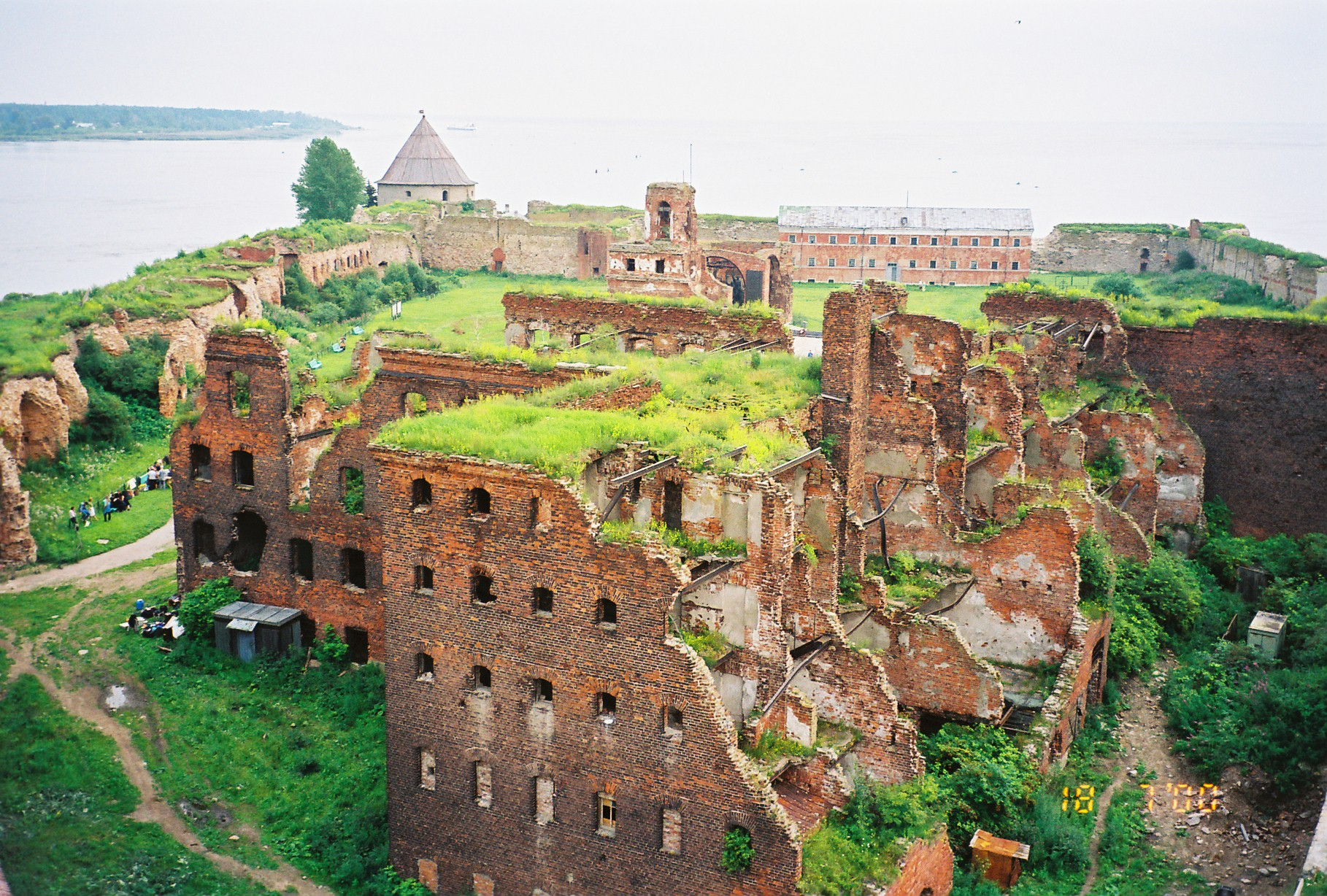
Внутренний вид крепости. Разрушения вызваны главным образом боями во время Великой Отечественной войны

В июне 1331 года Василий (в миру — священник Григорий Калека), избранный новгородцами во «владыки», поехал во Владимир Волынский к митрополиту Феогносту для рукоположения, вместе с ним отправились новгородские бояре Козма Твердиславич и Варфоломей Остафьев. Полагаясь на ранее заключённый мир с Литвой, они поехали ближайшей дорогой через Литовские владения, но Гедимин задержал их на пути и отпустил только тогда, когда они обещали дать его сыну Наримунту пригороды Новгородские: Ладогу, Орехов городок, Карельский городок, а также Корельскую землю и половину Копорья «в вотчину и дедину».
В 1333 году город и крепость были переданы в вотчину полоцкому князю Наримунту, который ставит сюда своего сына Александра (ореховский князь Александр Наримунтович). При этом Орешек становится столицей удельного Ореховецкого княжества. Наримунт жил больше в Литве; в 1338 году он не явился на зов Новгорода защищать его против шведов и отозвал своего сына Александра. В 1348 году Орешек был взят шведами. В плен попал новгородский боярин-дипломат Козма Твердиславич. В 1349 году, после отбития крепости у шведов, здесь посажен воевода Иаков Хотов. В 1352 году построены каменные стены. В 1384 году сын Наримунта Патрикей Наримунтович (родоначальник князей Патрикеевых) был приглашён в Новгород и был принят с большими почестями и получил город Орехов, Корельский городок (Корелу), а также Луское (с. Лужское).

### В составе Московского княжества и Русского царства (1478—1612)
В XV веке, после подчинения Новгородской республики Московскому княжеству, крепость была полностью перестроена и стала первым многобашенным сооружением на севере Руси. Во время русско-шведских войн неоднократно подвергалась нападениям со стороны Швеции. Одним из таких нападений был штурм Орешка в 1582 году, провал которого привёл к заключению мира в Ливонской войне. Позднее, вплоть до 1612 года, город-крепость Орешек был центром Ореховского уезда в Водской пятине Новгородской земли.

### В составе Швеции (1612—1702)

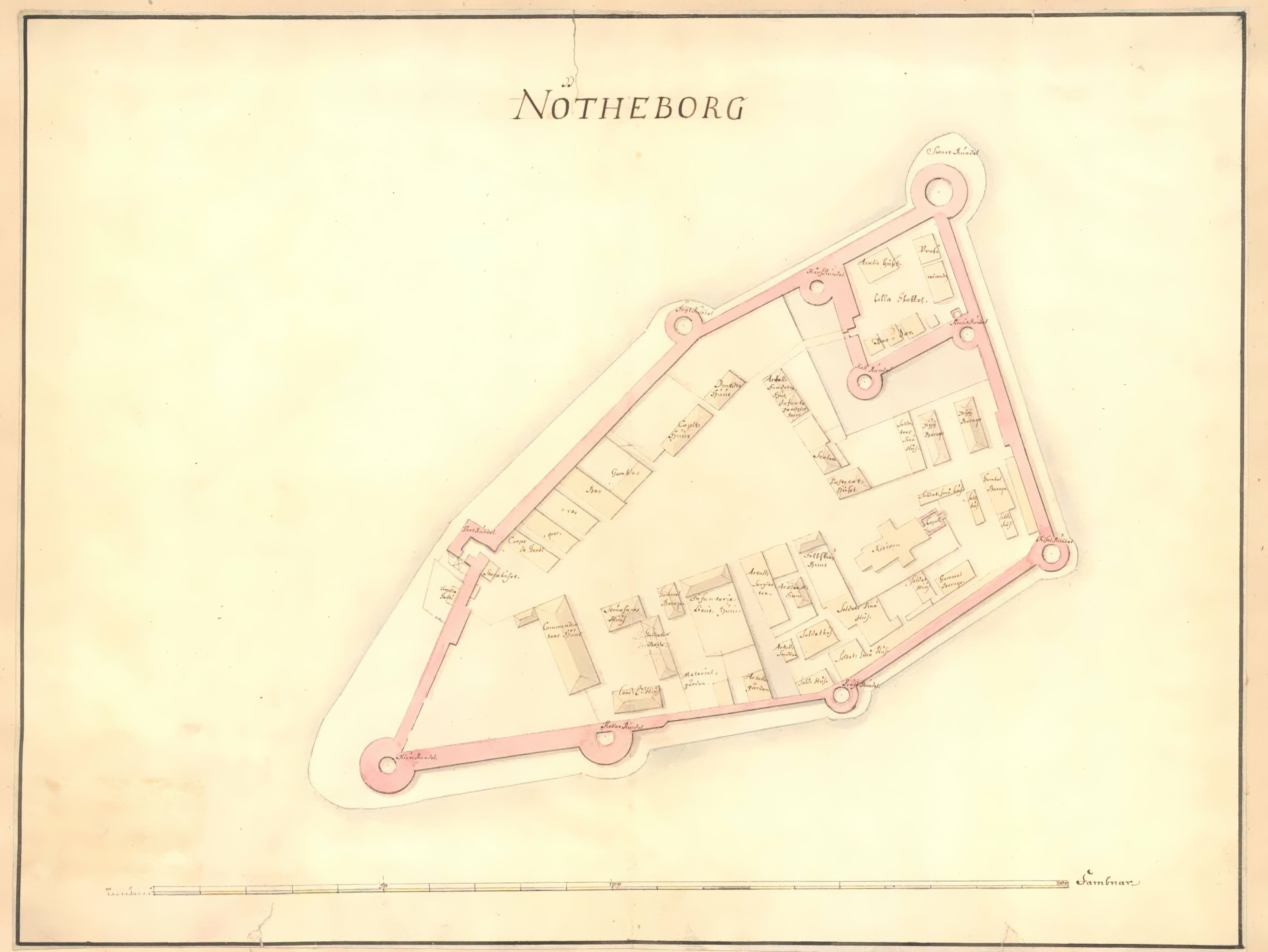
План крепости Нётеборг (Орешек), 1697 г.

В сентябре 1611 года шведские войска под руководством Якоба Делагарди осадили крепость, и после девятимесячной осады в мае 1612 года крепость была взята измором. Из 1300 защитников крепости в живых осталось около 100 человек, умирающих от голода, но так и не сдавшихся. Шведы назвали крепость Нотебургом — «Ореховым городом».

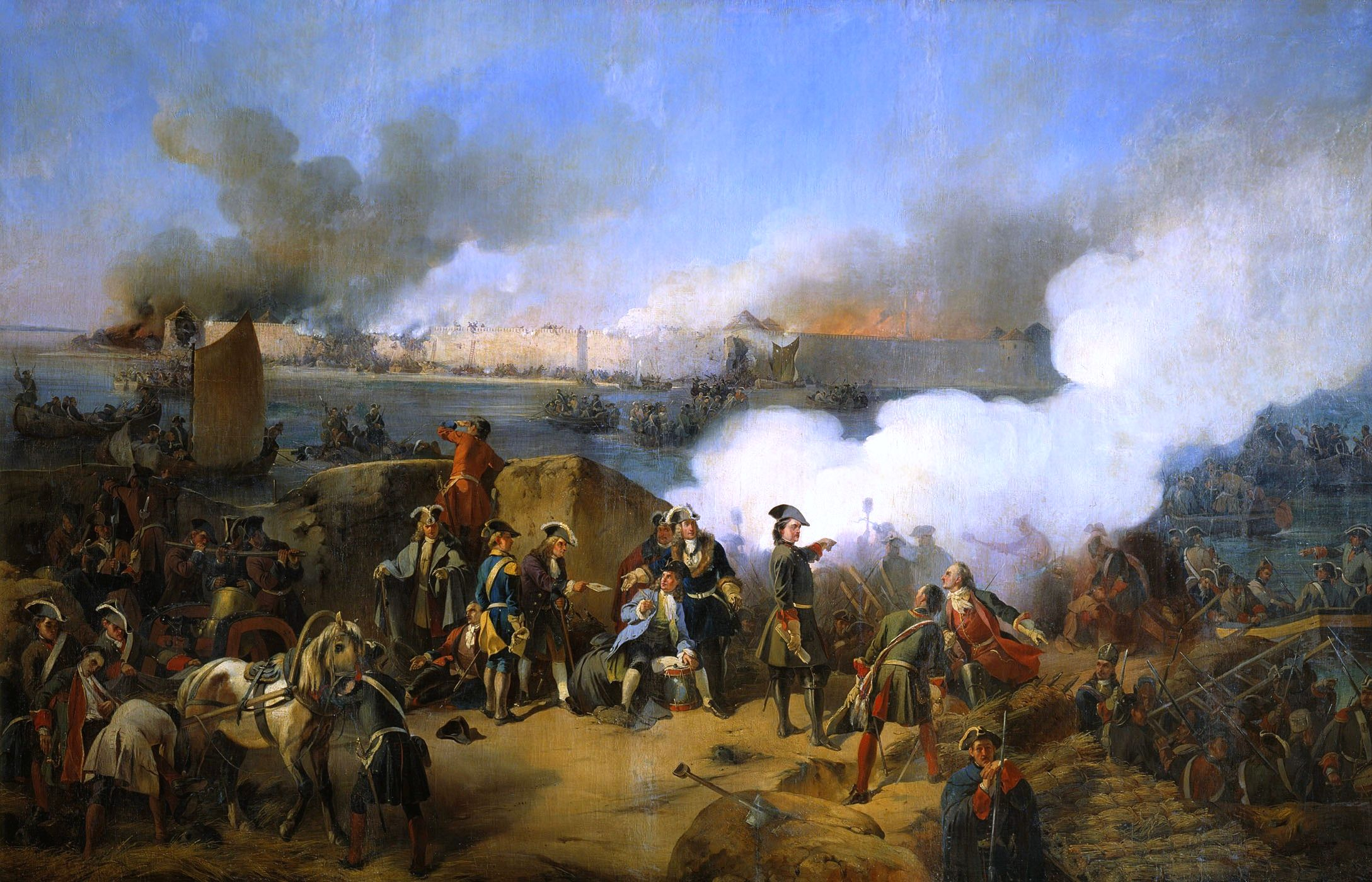
Штурм крепости Нотебург 11 (22) октября 1702 года. А. Е. Коцебу, 1846

### В составе России (с 1702)
В ходе Северной войны русское войско под командованием Бориса Шереметева 27 сентября (8 октября) 1702 года осадило крепость. 11 (22) октября 1702 года после продолжительной бомбардировки русские войска пошли на штурм, продлившийся 13 часов, и одержали победу. В осаде лично участвовал Пётр I в должности бомбардир-капитана. «Правда, что зело жесток сей орех был, однако же, слава Богу, счастливо разгрызен… Артиллерия наша зело чудесно дело своё исправила», — писал тогда Пётр I думному дьяку Андрею Виниусу. В честь этого события отлили медаль с надписью: «Был у неприятеля 90 лет». Тогда же крепость переименована в Шлиссельбург — «ключ-город».
Во время штурма сгорели все деревянные постройки и кровли башен на стенах. Эти разрушения были восстановлены, а вокруг крепости дополнительно насыпаны земляные бастионы.
С постройкой в 1723 году Кронштадта крепость потеряла своё военное значение и была преобразована в политическую тюрьму.

### Тюрьма (с 1723)
С начала XVIII века крепость стала использоваться как политическая тюрьма. Первым знаменитым узником крепости стала сестра Петра I Мария Алексеевна (1718—1721), а в 1725 году здесь находилась в заключении Евдокия Лопухина, его первая жена.
Иоанн VI Антонович, император Российской империи, свергнутый во младенчестве Елизаветой Петровной, содержался в Шлиссельбургской крепости с 1756 года и был убит в 1764 году при попытке освобождения поручиком В. Я. Мировичем.
Самый большой срок в заключении в Шлиссельбурге (37 лет, умер в 1868 году в возрасте 81 года) провёл поляк Валериан Лукасиньский.
В 1798 году по проекту архитектора П. Ю. Патона был построен «Секретный дом», узниками которого в 1826 году стали многие декабристы (Иван Пущин, Вильгельм Кюхельбекер, братья Бестужевы и др.).
В 1869 году в крепости были размещены военно-арестантские роты. В 1881 году здесь находились дисциплинарный батальон и катерная матросская команда. Общее число заключённых нижних чинов достигало 411 человек. Прежняя секретная тюрьма была в то время приспособлена для 14 карцеров, в которые заключали провинившихся солдат из дисциплинарного батальона.
К 1883 году старая тюрьма была перестроена на 10 одиночных камер и было возведено новое двухэтажное здание на 40 заключённых. Дисциплинарный батальон был выведен из крепости, и в ней стали содержать только политических заключённых.
В 1884 году сюда были переведены все заключённые из Алексеевского равелина Петропавловской крепости.

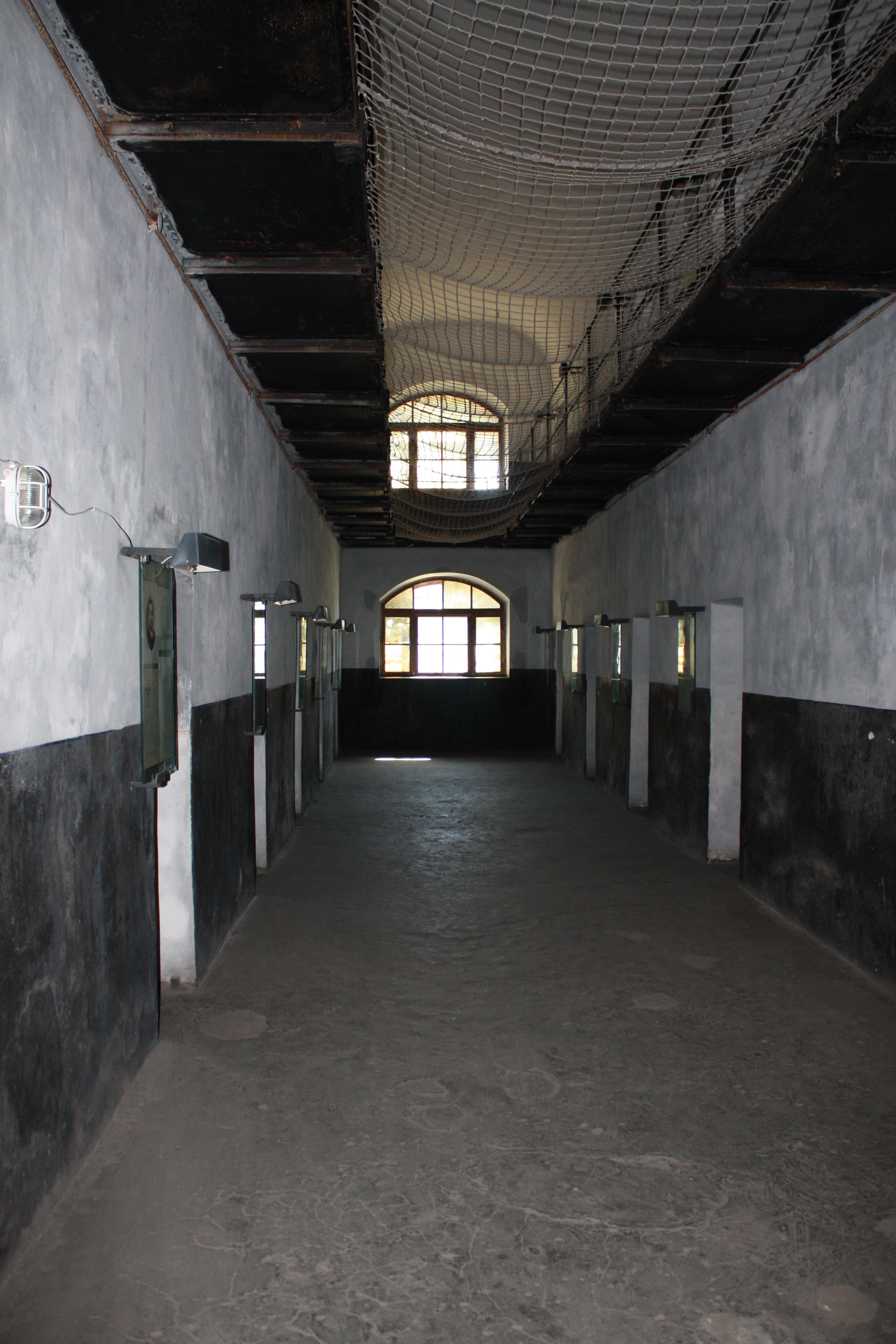
«Новая тюрьма»

С 1907 года Орешек служил центральной каторжной тюрьмой (каторжным централом). Началась реконструкция старых и строительство новых корпусов. К 1911 году был закончен 4-й корпус — самое большое здание крепости, где были устроены 21 общая и 27 одиночных камер. В крепости содержались многие знаменитые политические заключённые (особенно народники и эсеры) и террористы, а также многие поляки. Некоторых приговорённых к смерти привозили в крепость для казни. Так, здесь был казнён Александр Ульянов (брат Ленина), покушавшийся на Александра III.
В 1910-х годах в Петербурге действовала «Группа помощи политическим узникам Шлиссельбурга», в которую входили М. Л. Лихтенштадт, А. А. Аристова, А. Я. Бруштейн, Е. В. Познер и другие.
В 1917 году, во время Февральской революции заключённые были освобождены, а тюремные здания сожжены рабочими Шлиссельбургского порохового завода.

#### Известные узники
- Авель (Васильев)
- Антонов, Пётр Леонтьевич
- Ашенбреннер, Михаил Юльевич
- Бакунин, Михаил Александрович
- Батырша
- Бестужев, Михаил Александрович
- Бестужев, Николай Александрович
- Бирон, Эрнст Иоганн
- Богданович, Юрий Николаевич
- Волкенштейн, Людмила Александровна
- Варынский, Людвиг-Фаддей Северинович
- Гершкович, Хаим
- Гершуни, Григорий Андреевич
- Голицын, Дмитрий Михайлович (1665)
- Грачевский, Михаил Фёдорович, народоволец
- Долгоруков, Василий Владимирович
- Жадановский, Борис Петрович
- Жук, Иустин Петрович
- император Иоанн Антонович
- Иванов, Сергей Андреевич (народоволец)
- Ишутин, Николай Андреевич (1866—1868), в заключении сошёл с ума
- Каляев, Иван Платонович, террорист, повешен 23 мая 1905 года
- Каразин, Василий Назарович
- Карпович, Пётр Владимирович
- Корбелецкий, Фёдор Иванович
- Кюхельбекер, Вильгельм Карлович
- Лихтенштадт, Владимир Осипович
- Лопатин, Герман Александрович
- Лопухина, Евдокия Фёдоровна
- Лукасиньский, Валериан, (1830—1868), самый долгий срок в истории тюрьмы
- Лукашевич, Юзеф
- Минаков, Егор Иванович
- Морозов, Николай Александрович (революционер)
- Новиков, Николай Иванович
- Новорусский, Михаил Васильевич
- Орджоникидзе, Серго
- Оржих, Борис Дмитриевич
- Петров, Фёдор Николаевич
- Пипер, Карл
- Поливанов, Пётр Сергеевич
- Попов, Михаил Родионович
- Пужак, Казимеж
- Пущин, Иван Иванович
- Рокоссовский, Константин Константинович
- Романова, Мария Алексеевна, сестра Петра I, первая заключённая крепости (1718—1721)
- Ростов, Наум Моисеевич
- Созонов, Егор Сергеевич
- Ульянов, Александр Ильич
- Фигнер, Вера Николаевна
- Фроленко, Михаил Фёдорович
- Шевырёв, Пётр Яковлевич
- Шейх Мансур
- Янавичюс, Людвикас

### Советское время — довоенные годы
С 1918 по 1924 году крепость стала морской базой Балтийского флота. В 1925 году под руководством архитектора В. В. Данилова выполнена реставрация крепости. В 1928 году в крепости открылся музей, который проработал до начала Зимней войны.

### Великая Отечественная война

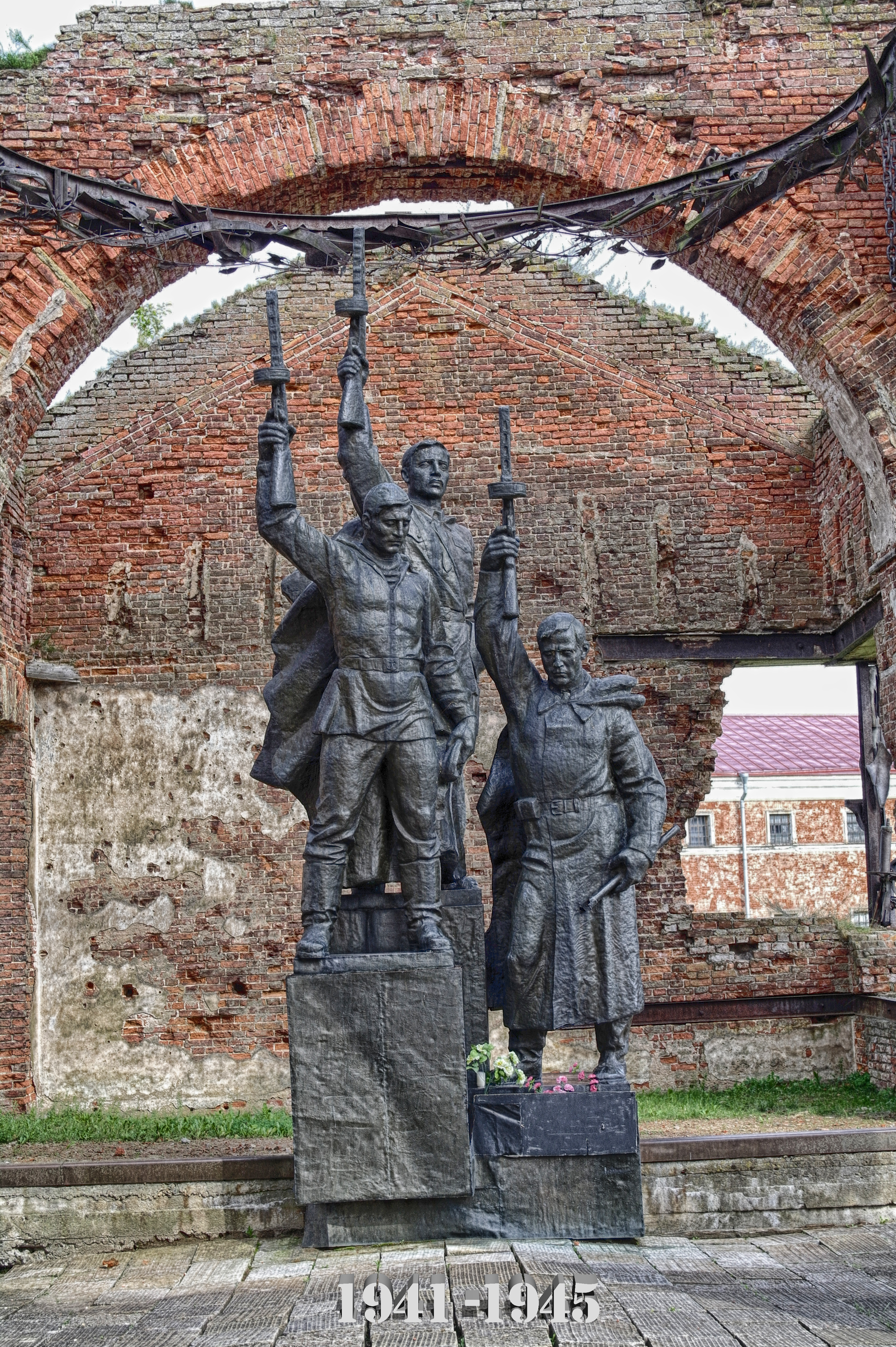
Памятник защитникам крепости в годы Великой Отечественной войны в разрушенном храме

Крепость очень сильно пострадала в ходе Великой Отечественной войны. В 1941—1943 годах в течение 500 дней небольшой гарнизон из бойцов 1-й дивизии войск НКВД и моряков 409-й морской батареи Балтийского флота оборонял крепость от немецких войск, которым не удалось переправиться на правый берег Невы, замкнуть кольцо блокады Ленинграда и перерезать дорогу жизни. На территории крепости находится братская могила, в которой похоронены 24 советских воина, погибших при обороне. Героическим защитникам крепости посвящён мемориальный комплекс, открытый 9 мая 1985 года.
Клятва защитников крепости
Мы, бойцы крепости Орешек, клянёмся защищать её до последнего.
Никто из нас при любых обстоятельствах не покинет её.
Увольняются с острова: на время — больные и раненые, навсегда — погибшие.
Будем стоять здесь до конца.

## Архитектура

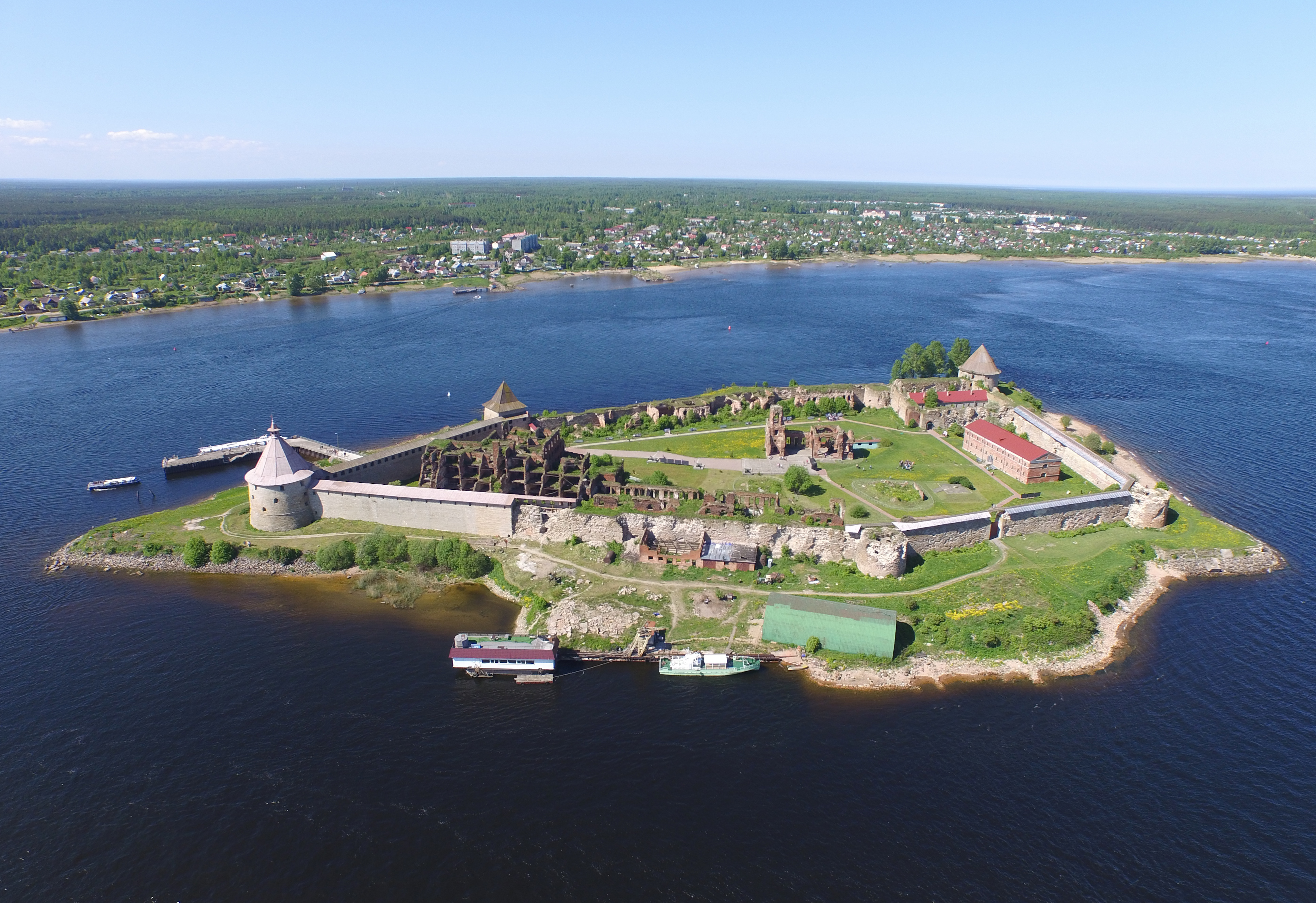
Ореховый остров и крепость Орешек

Крепость, занимающая всю территорию острова, в плане имеет форму неправильного треугольника, вытянутого с востока на запад. По периметру крепостных стен расположены пять башен. Из них одна — Воротная — четырёхугольная, остальные — круглые. Внутри крепости, в северо-восточном её углу, возвышается цитадель.
По внешнему периметру крепости располагались семь башен. Ещё три обороняли внутреннюю цитадель. Каждая по традиции имела название.
Башни периметра:
- Королевская
- Флажная
- Головкина
- Погребная (или Подвальная; с XVIII века Безымянная)
- Наугольная (Головина)
- Меншикова
- Воротная (с XVIII в. Государева)

Башни цитадели:
- Светличная
- Колокольная или Часовая
- Мельничная

Из этих десяти башен до нашего времени уцелели только шесть.
6 августа 2010 года деревянный шатёр Головиной башни крепости полностью сгорел от пожара, возникшего после прямого попадания молнии.
К 2013 году деревянный шатёр и перекрытия Головиной башни полностью восстановлены.

## Археологические раскопки
Раскопки в крепости Орешек проводились отрядом Ленинградской археологической экспедиции ЛОИА АН СССР под руководством А. Н. Кирпичникова в 1968—1970 годах и затем были продолжены в 1971—1975 годах. Археологами было исследовано около 2000 м² культурного слоя, открыты остатки новгородской каменной крепости 1352 года, обнаружены и частично исследованы остатки посадской стены 1410 года, а также уточнена дата строительства крепости московской поры — начало XVI века.

## Галерея

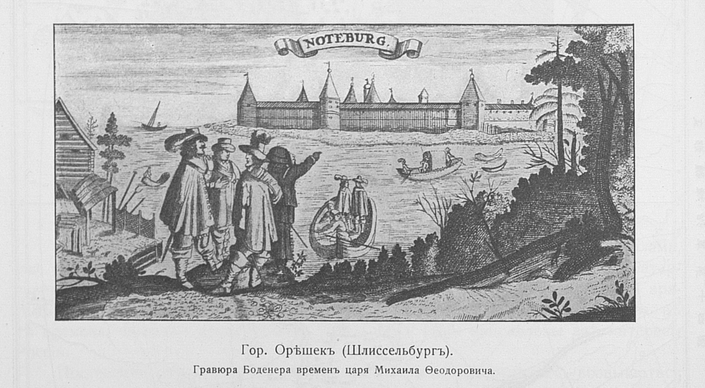
Крепость Орешек на гравюре.
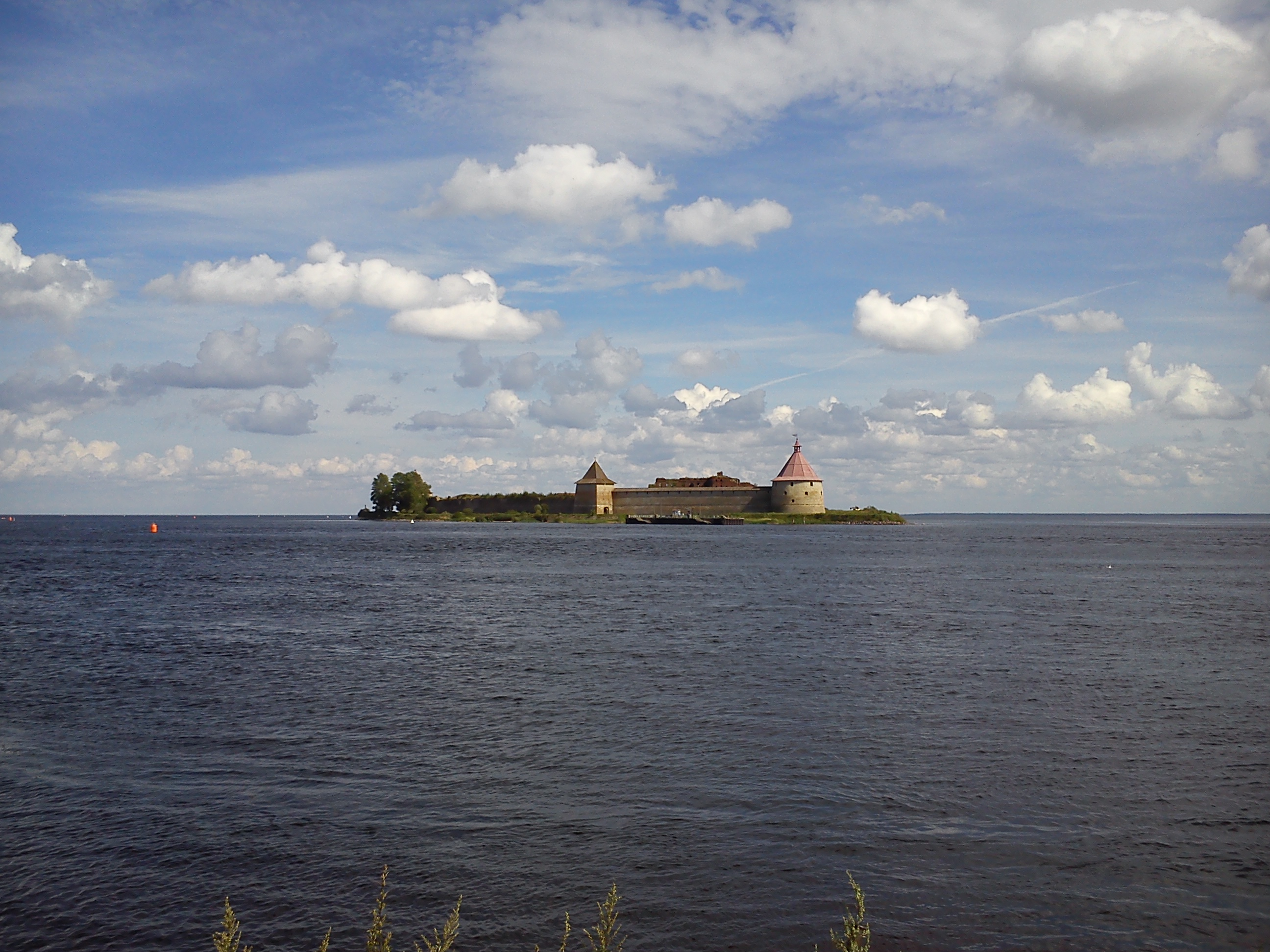
Крепость Орешек — вид с правого берега Невы
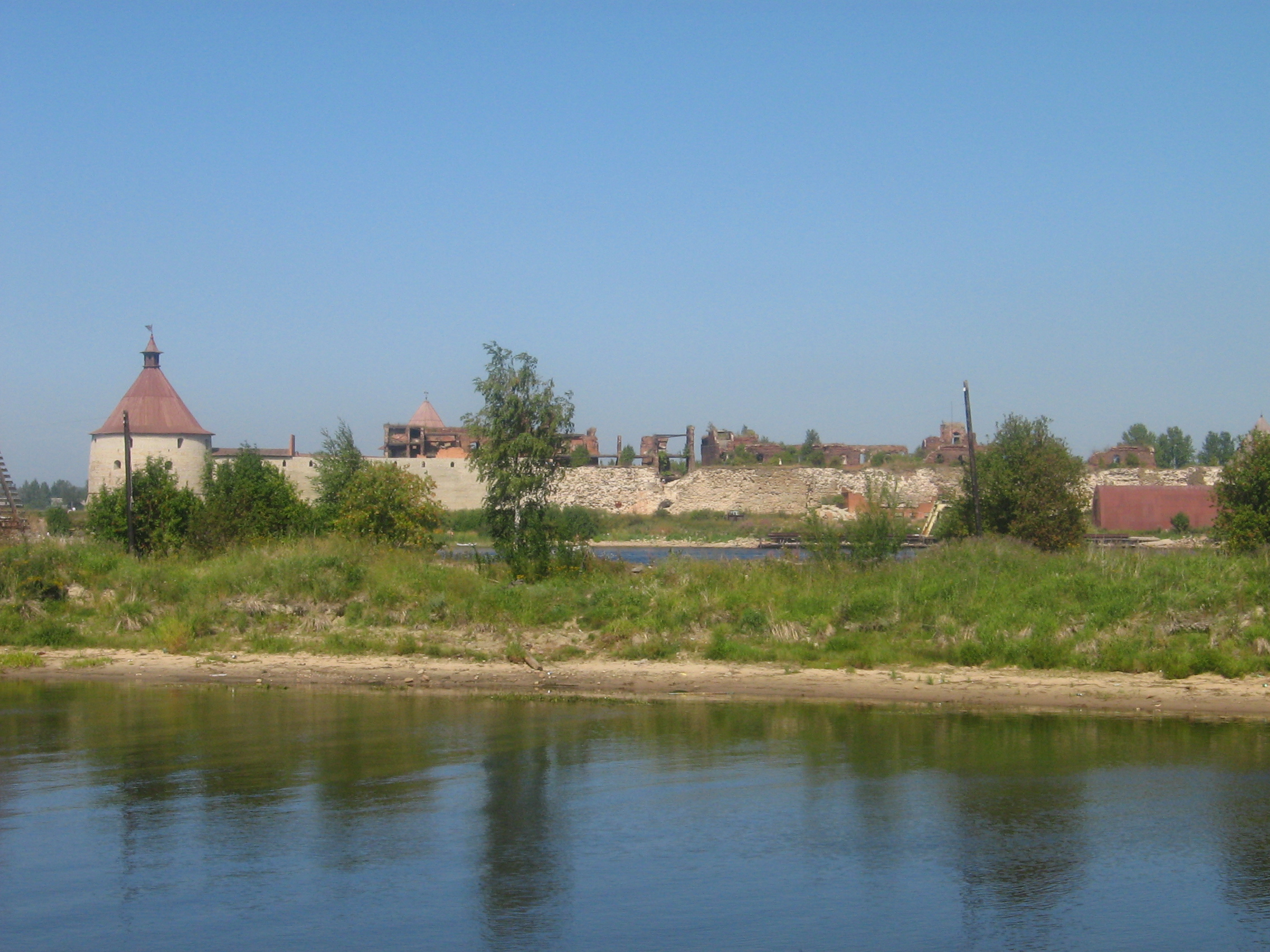
Крепость Орешек — вид на крепостную стену с левого берега Невы
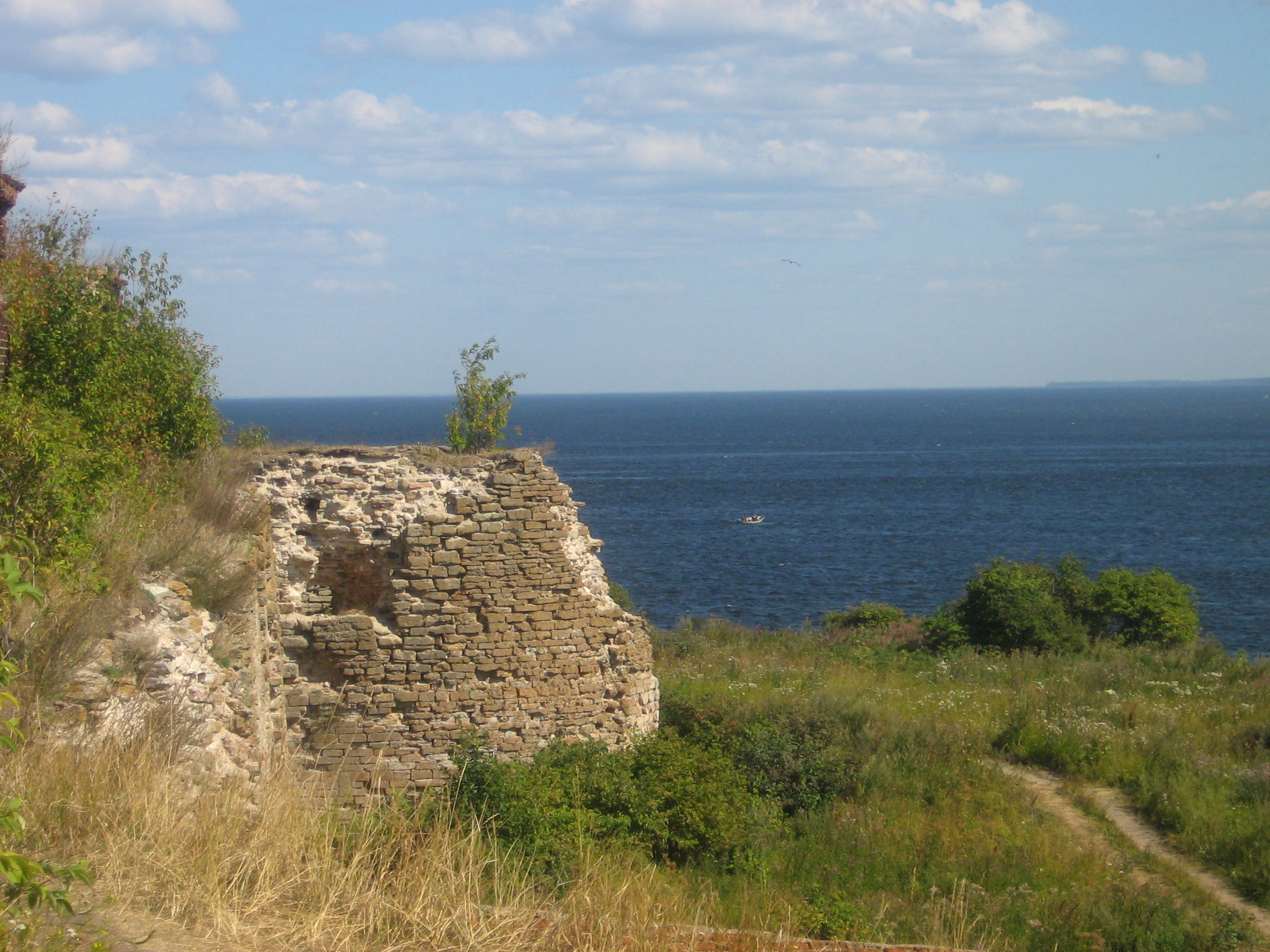
Вид с крепостной стены на Ладожское озеро
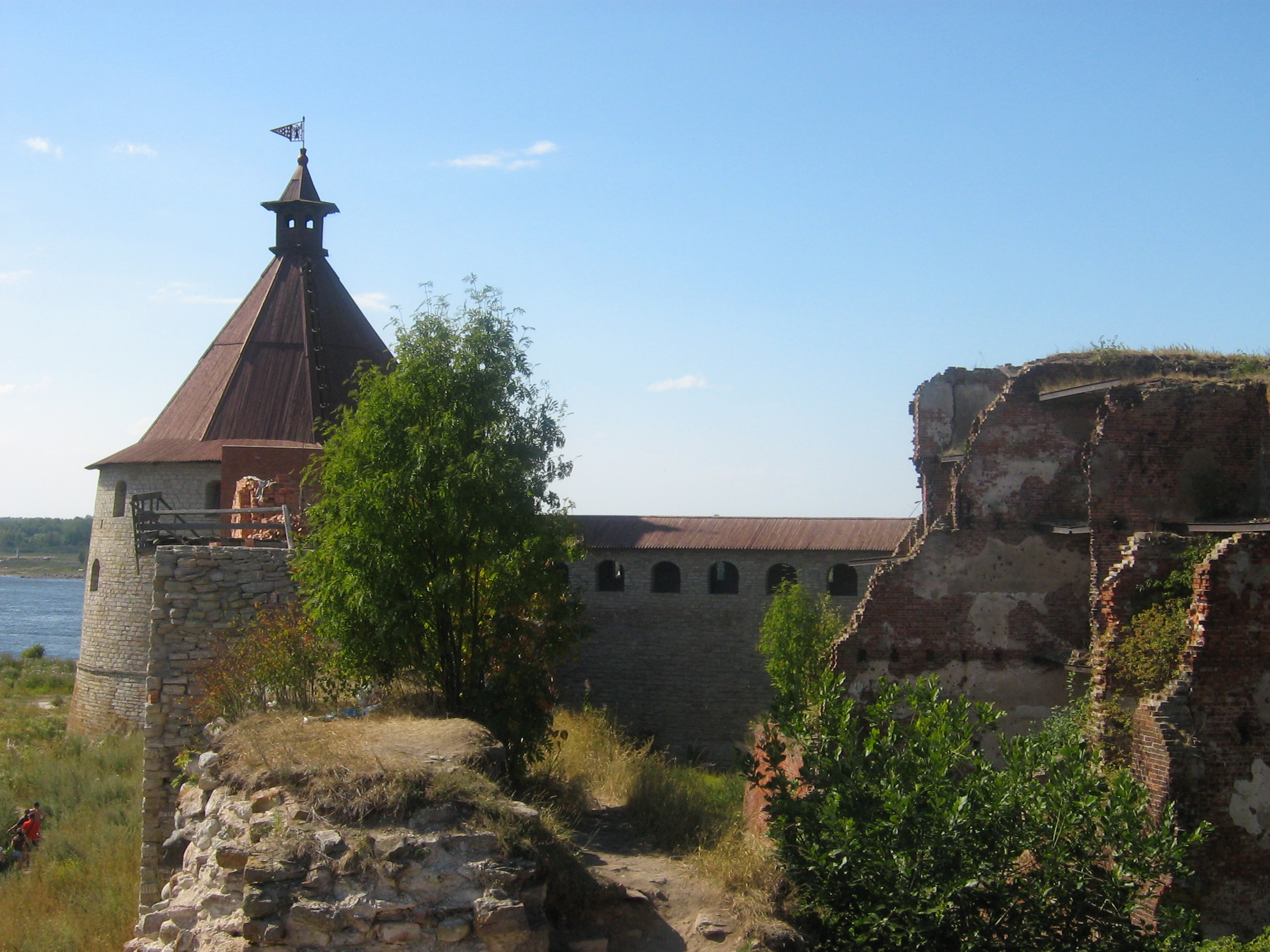
Вид с крепостной стены
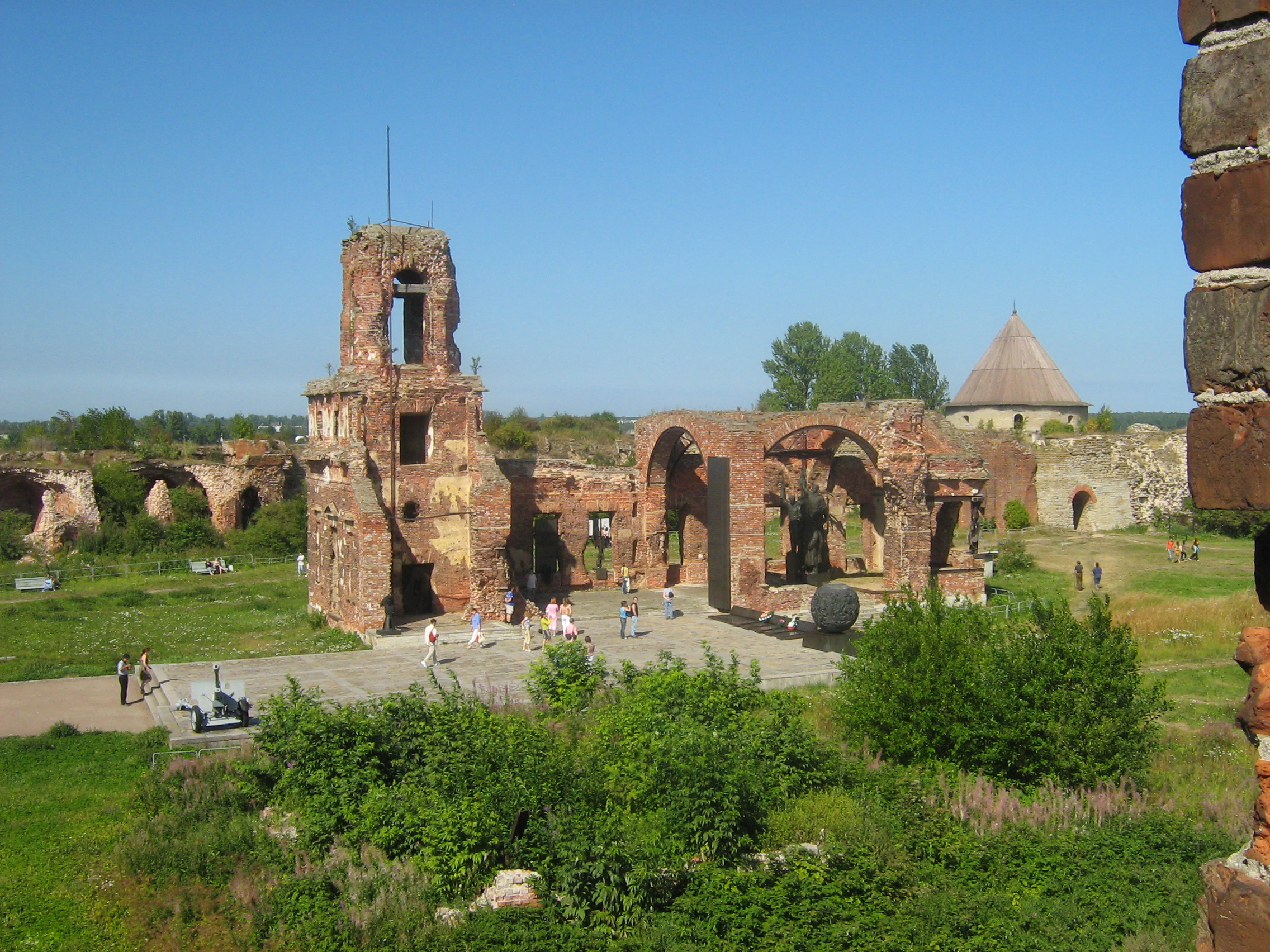
Храм Рождества Иоанна Предтечи, разрушенный в годы Великой Отечественной войны
Клятва защитников крепости Орешек
Фрагмент мемориала в разрушенном Рождественском храме
Мемориал польским узникам
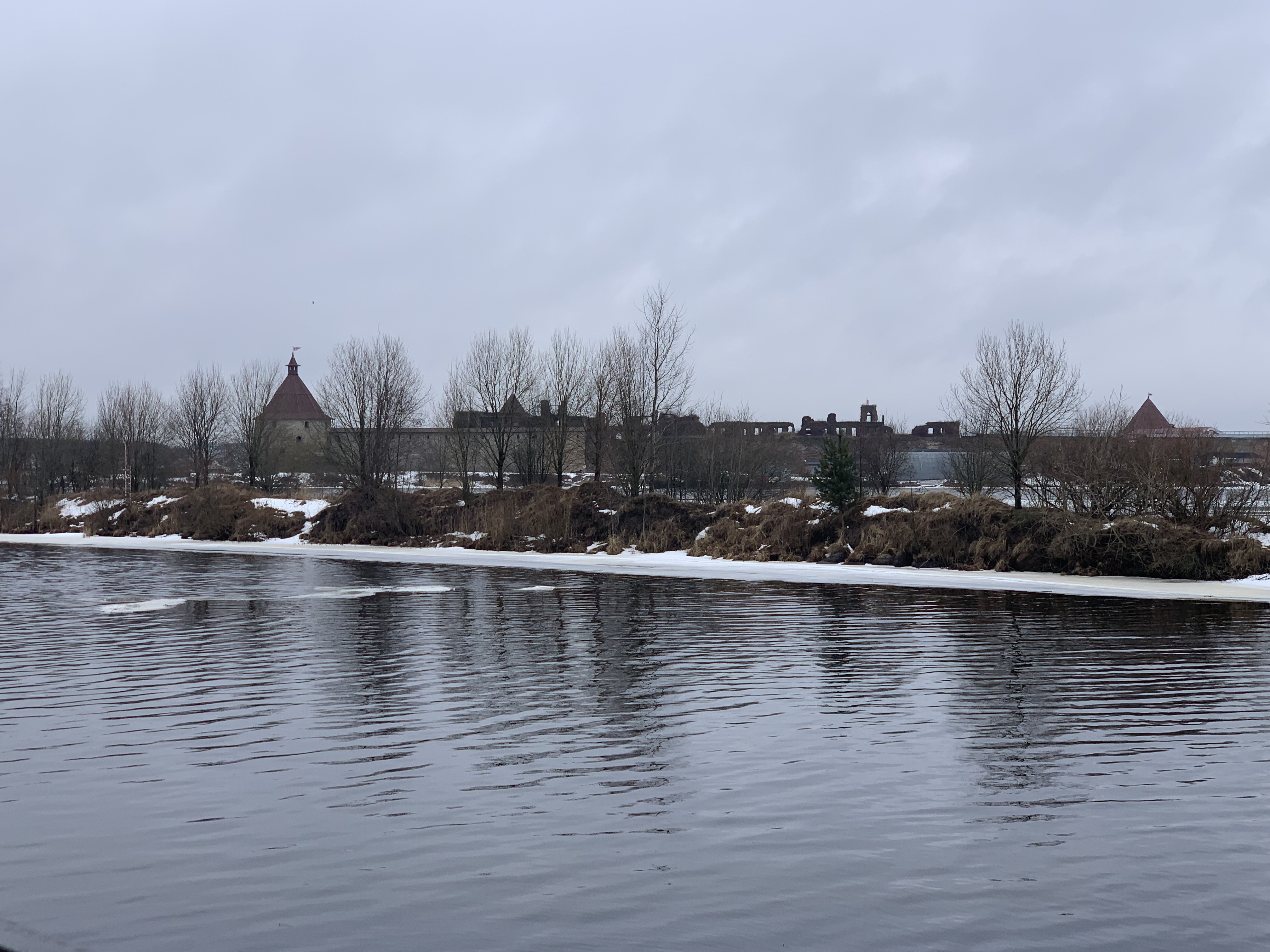
Крепость Орешек, Шлиссельбург
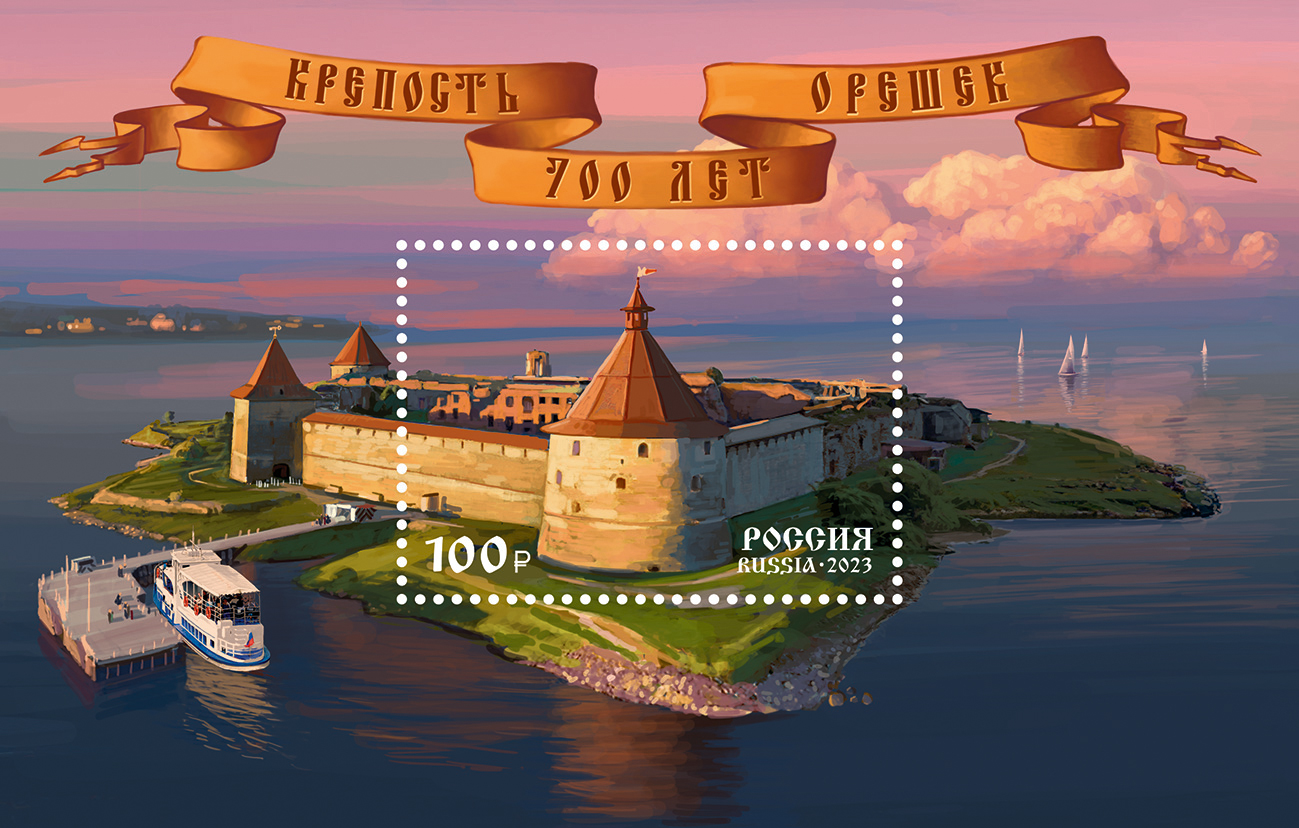
Почтовая марка 2023 год. 700 лет крепости Орешек